# Oxyaporia argentina
Oxyaporia argentina är en tvåvingeart som först beskrevs av Brethes 1922.  Oxyaporia argentina ingår i släktet Oxyaporia och familjen parasitflugor. Inga underarter finns listade i Catalogue of Life.